# 向井寛
向井 寛（むかい かん、1937年（昭和12年）10月16日 - 2008年（平成20年）6月9日）は、日本の映画監督、脚本家、映画プロデューサー、実業家。映画製作会社向井プロダクション、獅子プロダクションを主宰し、映画の製作とともに、滝田洋二郎をはじめ、多くの人材を輩出した。本名は向江 寛城（むかえ ひろき）、筆名の読み「 - ひろし」は誤り。映画プロデューサーとしては、向井 寛城とも名乗り、新東宝映画でのプロデュース作では伊能 龍（いのう りゅう）と名乗った。妻は女優の内田高子、長男はプロゴルファーの向江寛尚。

## 来歴・人物
1937年（昭和12年）10月16日、関東州（現在の中華人民共和国、遼寧省）大連市に生まれる。第二次世界大戦後、日本に引き揚げる。
九州大学経済学部に進学、中退して映画界に進み、助監督として今井正、佐伯清、野村浩将、吉田功に師事した。1964年（昭和39年）、教育映画『二人の少年』で監督に昇進した。以降、200本を監督し、500本を製作した。
1965年の『肉』は、「ドキュメントタッチで女性の情念が的確に描かれている」と高い評価を得た。さらに同年に『砂利の女』、『密戯』と立て続けに撮り、ピンク映画界で確固たる地位を築く。また、映像感覚が優れており、特に1960年代に撮った作品は他のピンク映画界でも海外でダントツの人気を誇った。1966年の『続・情事の履歴書』、『餌』、『禁じられたテクニック』、などがヨーロッパの主要国で上映され、当時の金額で総計約10万ドルを稼いだ。
東映系の洋画配給会社・東映洋画は、アメリカのハードコア映画『ディープ・スロート』を輸入したが、ハードコア映画のため税関でズタズタにカットされ、元々短い映画が公開不能になった。このとき国内でオリジナルシーンを撮り足す編集を向井に頼んだ。結局『ディープ・スロート』は『ミス・ジョーンズの背徳』とくっつけ1975年8月に公開したが、向井に大きな権限を与えた。これを機に向井は東映から500万円ポルノを大量に発注しユニバースプロを設立、これが後に獅子プロダクションへと移行し片岡修二や滝田洋二郎らを育てた。
1977年（昭和52年）、東映セントラルフィルムが設立されると向井はセントラル・アーツの黒澤満とともにプロデューサーとして活躍。山本晋也監督『生贄の女たち』（1978年）、『下落合焼とりムービー』（1979年）や若松孝二監督の『餌食』（1979年）などをプロデュース。不遇だったピンク映画出身監督に一般映画制作のチャンスを与える先例となった。
1980年（昭和55年）前後にはカン・パトリックほかの名義でアメリカ人女子留学生らを使ったポルノ映画も監督している。これらはすべて日本人スタッフで国内撮影されたが、配給会社はアメリカ映画として公開した。
獅子プロダクションの総帥として、最盛期には年50本以上のピンク映画をプロデュースし、多くの映画監督・カメラマンを育て上げた。主な弟子は滝田洋二郎、佐藤寿保、瀬々敬久、いまおかしんじ、田尻裕司。ちなみに当時のピンク映画界では、映画製作においてどんぶり勘定で済ませる人が多かった。しかし向井は、「映画製作で一番だめなのはお金のことを疎かにすること」と語っていた。
また女優の扱いに長けており、『肉』では内田高子の脇毛の魅力を引き出し、『餌』では当時“脱がないピンク女優”として知られた城山路子を籠落させた。加えて新人発掘でも手腕を発揮し、白川和子や山科ゆりを発掘して演技指導を行い、彼女たちはその後日活ロマンポルノで活躍した。
2008年（平成20年）6月9日、東京都内の病院で肝不全により死去した。満70歳没。

## おもなフィルモグラフィ
- 『二人の少年』 : 教育映画、1962年 / 1964年 - 監督
- 『地熱』 : 1963年 - 監督 ※ 東京都産業映画部門・金賞受賞
- 『肉』 : 1965年 - 監督
- 『砂利の女』 : 1965年 - 監督
- 『密戯』 : 1965年 - 監督
- 『続・情事の履歴書』 : 1966年 - 監督
- 『餌』 : 1966年 - 監督
- 『禁じられたテクニック』 : 1966年 - 監督
- 『女の媚態』 : 監督山本晋也、1967年 - プロデューサー
- 『ブルーフィルムの女』 : 1969年 - 監督
- 『肉布団』 : 1971年 - 監督
- 『ブルー・レポート/性姦地帯』 : 1973年 - 監督
- 『東京ディープスロート夫人』 : 1975年 - 監督
- 『蛇と女奴隷』 : 1976年 - 監督・脚本
- 『猟奇コレクター/変質者』 : 1976年 - 監督
- 『噫活弁大写真』 : 監督二川文太郎 / 稲垣浩、1976年 - 構成
- 『衝撃の世界死刑史』 : 1977年 - 監督
- 『生贄の女たち』 : 監督山本晋也、1978年 - プロデューサー
- 『餌食』 : 監督若松孝二、1979年 - 企画・エグゼクティヴプロデューサー
- 『おんな6丁目 蜜の味』 : 1982年 - 監督
- 『四畳半色の濡衣』 : 1983年 - 監督
- 『コードネーム348 女刑事サシバ』 : ビデオ映画、1990年 - 監督
- 『女仕置人ゼブラ 2 アクション編』 : ビデオ映画、1990年 - 監督
- 『女仕置人ゼブラ 1 セクシー編』 : ビデオ映画、1990年 - 監督
- 『ドロップ・アウト しなやかな女豹』 : ビデオ映画、1992年 - 監督
- 『スキャンダラス・ボディ』 : ビデオ映画、1993年 - 監督・プロデューサー
- 『スキャンダラス・ボディ2』 : ビデオ映画、1993年 - 監督・プロデューサー
- 『インモラル・淫らな関係』 : 監督神代辰巳、ビデオ映画、1995年 - プロデューサー
- 『SEXY COP 348 新・女刑事サシバ』 : ビデオ映画、1996年 - 監督
- 『夜光虫』 : ビデオ映画、1997年 - 監督
- 『当選』 : ビデオ映画、1997年 - 監督
- 『熟女V かまいたち39歳』 : 1997年 - 監督
- 『GOING WEST 西へ…』 : 1997年 - 監督
- 『故郷』 : 1999年 - 監督・脚本
- 『Last Dance -離婚式-』 : 2001年 - 監督
- 『同窓會』 : 2004年 - 監督・脚本 ※ 遺作